# سقوط بغداد (۱۲۵۸)
با دیگر سقوط‌های بغداد اشتباه نگیرید.

محاصره بغداد و سقوط بغداد در اوایل سال ۱۲۵۸ میلادی رخ داد. ارتش بزرگی به فرماندهی هولاکو، یکی از شاهزادگان امپراتوری مغول، پس از یک سری تحریکات از سوی حاکم وقت، خلیفه المستعصم، به پایتخت تاریخی خلافت عباسی حمله کرد. در عرض چند هفته، بغداد سقوط کرد و توسط ارتش مغول غارت شد. المستعصم به همراه صدها هزار نفر از رعایای خود کشته شد. سقوط این شهر به طور سنتی به عنوان پایان عصر طلایی اسلام در نظر گرفته شده است؛ هرچند در واقعیت، پیامدهای آن نامشخص است.
پیروزی برادر هولاکو، منگوقاآن، و نشستن به تخت پادشاهی مغول در سال ۱۲۵۱، باعث شد هولاکو، نوه چنگیز خان، به سمت غرب به ایران فرستاده شود تا منطقه را ایمن کند. ارتش عظیم او متشکل از بیش از ۱۳۸,۰۰۰ نفر، سال‌ها طول کشید تا به منطقه برسد، اما سپس به سرعت به اسماعیلیان نزاری (حشاشین) حمله کرد و در سال ۱۲۵۶ آنها را شکست داد. مغول‌ها انتظار داشتند که المستعصم برای ارتش آنها نیروی کمکی فراهم کند، اما عدم انجام این کار توسط خلیفه، همراه با تکبر او در مذاکرات، هولاکو را متقاعد کرد که او را در اواخر سال ۱۲۵۷ سرنگون کند. با حمله به بین‌النهرین از همه جهات، ارتش مغول به زودی به بغداد نزدیک شد و در ۱۷ ژانویه ۱۲۵۸ با غرق کردن اردوگاه دشمن، یک حمله سریع را دفع کرد. سپس بغداد را محاصره کردند که تنها حدود ۳۰,۰۰۰ سرباز داشت.
حمله در پایان ژانویه آغاز شد. نیروهای محاصره مغول‌ها در عرض چند روز استحکامات بغداد را شکستند و نیروهای بسیار آموزش‌دیده هولاکو تا ۴ فوریه دیوار شرقی را تحت کنترل خود درآوردند. المستعصم که روز به روز ناامیدتر می‌شد، به طور دیوانه‌واری سعی کرد مذاکره کند، اما هولاکو مصمم به پیروزی کامل بود و حتی سربازانی را که سعی در تسلیم داشتند، کشت. خلیفه سرانجام در ۱۰ فوریه شهر را تسلیم کرد و مغول‌ها سه روز بعد شروع به غارت کردند. تعداد کل کشته‌شدگان نامشخص است، زیرا احتمالاً با شیوع بیماری‌های بعدی افزایش یافته است؛ هولاکو بعداً تعداد کل کشته‌شدگان را حدود ۲۰۰,۰۰۰ نفر تخمین زد. پس از اعلام عفو عمومی برای غارت در ۲۰ فوریه، هولاکو خلیفه را اعدام کرد. برخلاف اغراق‌های مورخان مسلمان بعدی، بغداد تحت حکومت ایلخانان هولاکو رونق گرفت، اگرچه در مقایسه با پایتخت جدید، تبریز، افول کرد.

## عملیات
اکثر ساکنان قتل‌عام شدند - شاید صدها هزار نفر. مغول‌ها تحت فرمان هولاگو، برادر خاقان مونگکه خان بودند، که قصد داشت حکومت خود را به بین‌النهرین گسترش دهد، اما مستقیماً خلافت را سرنگون نکند. با این حال، مونگکه به هولاکو دستور داده بود که اگر خلیفه المستعصم درخواست مغول را برای تسلیم و پرداخت خراج رد کرد، به بغداد حمله کند.
هولاکو لشکرکشی خود را در ایران علیه دژ اسماعیلیان نزاری در الموت آغاز کرد. سپس به بغداد لشکر کشید و از المستعصم درخواست تسلیم کرد. اگرچه عباسیان آماده نبرد نبوند، خلیفه حاضر به تسلیم نشد. هولاگو متعاقباً شهر را محاصره کرد که پس از ۱۲ روز تسلیم شد.
در طی یک هفته بعدی، مغولان بغداد را غارت کردند و جنایات زیادی مرتکب شدند. مورخان از میزان تخریب کتاب‌ها و کتابخانه‌های وسیع عباسیان مطمئن نیستند. مغولان خلیفه را کشته و بسیاری از ساکنان شهر را که به شدت خالی از سکنه شد، قتل‌عام کردند. این محاصره پایان دوران طلایی اسلام بود، که طی آن خلفا حکومت خود را از شبه جزیره ایبری تا سند گسترش داده بودند و دستاوردهای بسیاری در زمینه‌های مختلف داشت.

## زمینه
بغداد قرن‌ها پایتخت خلافت عباسی بود. در سال ۷۵۱، عباسیان بنی امیه را سرنگون کردند و مقر خلیفه را از دمشق به بغداد منتقل کردند. در اوج خود یک میلیون نفر جمعیت داشت و ارتشی متشکل از ۶۰۰۰۰ سرباز از آن دفاع می‌کردند. در اواسط قرن سیزدهم میلادی، قدرت عباسیان کاهش یافته بود و جنگ سالاران ترک و مملوک غالباً بر خلفا غلبه داشتند.
البته بغداد همچنان اهمیت نمادین زیادی داشت و شهری غنی و فرهنگی باقی ماند. خلفای قرون ۱۲ و ۱۳ شروع به ایجاد ارتباط با امپراتوری در حال گسترش مغول در شرق کرده بودند. خلیفه الناصر الدین الله، که از ۱۱۸۰ تا ۱۲۲۵ سلطنت کرد، زمانی که سلطان محمد دوم خوارزمی تهدید به حمله به عباسیان کرد، با چنگیزخان متحد شد.
در زمان هارون الرشید خلیفه عباسی (۷۸۶ تا ۸۰۹ میلادی) با گشایش بیت الحکمه در بغداد، بزرگ‌ترین شهر جهان در آن زمان، دوران طلایی اسلام آغاز شد. بغداد جایی بود که در آن همه‌چیزدانان و علمای مسلمان از مناطق مختلف در آنجا حضور داشتند و شروع به ترجمه دانش کلاسیک شناخته شده جهان به زبان‌های آرامی و عربی کردند. طی این دوره سرزمین تاریخی اسلام زیر حاکمیت خلفا بود و با اختراع‌های دوران طلایی اسلامی و گسترش علم، اقتصاد و فرهنگ مشخص می‌شود.
بر اساس تاریخ سری مغولان، چنگیز و جانشین او اوگتای خان به سردار خود جورماغون دستور حمله به بغداد را دادند.در سال ۱۲۳۶، جورماغون لشکری از لشکر مغول را به اربیل رهبری کرد که تحت حکومت عباسیان باقی ماند. حملات بیشتر به اربیل و سایر مناطق خلافت تقریباً سالانه به وقوع پیوست.گفته می‌شود که برخی از حملات به خود بغداد رسیده است، اما این تهاجمات مغول همیشه با موفقیت همراه نبود و نیروهای عباسی متجاوزان را در سال‌های 1238و 1245شکست دادند.
عباسیان علیرغم موفقیت‌های خود امیدوار بودند که با مغول‌ها کنار بیایند و تا سال ۱۲۴۱ رسم ارسال خراج سالانه به دربار خاقان را در پیش گرفتند. فرستادگان خلیفه در مراسم تاجگذاری گیوک خان به عنوان خاقان در سال 1246 و تاجگذاری مونکو خان در سال ۱۲۵۱ حضور داشتند.گیوک در طول سلطنت کوتاه خود اصرار داشت که خلیفه المستعصم کاملاً تسلیم حکومت مغول شود و شخصاً به قراقروم بیاید. خاقان بایجو را به دلیل امتناع خلیفه و سایر مقاومت‌های عباسیان در برابر افزایش تلاش‌های مغولان برای گسترش قدرت خود مقصر می‌دانستند.

## روایت خیانت وزیر شیعی
بعضی از مورخان شکست خلیفه را در اثر نقشه‌کشی و خیانت عمدی وزیر شیعه مذهب او ابن علقمی دانسته‌اند. ابن کثیر می‌گوید ابن علقمی کوشش تمام بکار برد تا ارتش را خالی کند و اسم ارتشیان را از دیوان ارتش پاک نموده و آن‌ها را اخراج می‌نمود، تعداد ارتشیان در ایام المستنصر حدود صد هزار جنگجو بود که پیوسته آن‌ها را کم نموده تا این‌که بیش از ده هزار نفر باقی نگذاشت سپس با تاتار مراسله نموده و آن‌ها را برای حمله به کشور تشویق نمود و نقاط ضعف کشور را برایشان روشن نمود.

## عملیات
پس از بین رفتن اسماعیلیه هولاکو از همدان فرستادگانی برای اعلام الزام فرمانبرداری نزد خلیفهٔ عباسی به بغداد فرستاد. خلیفه خواه ناخواه هدایایی برای او ارسال داشت و در عین حال سعی کرد او را از عواقب شوم درافتادن با عباسیان بترساند. اما نتوانست از حرکت هولاکو به بغداد جلوگیری کند و به زودی تختگاه عباسیان به محاصره افتاد. محاصرهٔ بغداد از ۲۲ محرم ۶۵۶ ه‍.ق شروع شد و تا آخر این ماه طول کشید. به همین دلیل خلیفه مستعصم ناچار در چهارم صفر ۶۵۶ ه‍.ق به اردوگاه هولاکو آمد، این امر نیز مانع غارت و کشتار بغداد نشد. در نهم صفر هولاکو به بغداد وارد شد و مستعصم به دست خویش کلید گنجینه‌های پانصد سالهٔ اجدادی را به او داد. در بیست چهارم صفر خلیفه و پسر بزرگ‌تر او با عده کثیری از رجال دولت به قتل رسیدند. تعداد کشته‌شدگان بغداد در این زمان به قولی بالغ بر ۸۰۰ هزار نفر بوده است که به‌طور مشخص مبالغه است. سقوط خلافت در افکار عامه و حتی شاعران عصر، سعدی تأثیر دردآمیز نهاد اما چون هولاکو حکومت بغداد و عراق را به عطاملک جوینی یک والی مسلمان داد، این تأثیر تا حدی تخفیف یافت.
زمامداری ۵۰۸ ساله خلفای عباسی با غارت و تسخیر بغداد توسط مغولان به پایان رسید.
ایرانیان نقش به سزایی در سرنگون کردن و منقرض کردن این حکومت عرب تبار داشتند چرا که افراد زیادی از ارتش مهاجم هولاکو خان را ایرانیان تشکیل می‌دادند و خواجه نصیر الدین توسی با تحریک هولاکو خان مقدمات براندازی این حکومت را فراهم ساخت.